# Silene balchaschensis
Silene balchaschensis är en nejlikväxtart som beskrevs av Boris Konstantinovich Schischkin. Silene balchaschensis ingår i släktet glimmar, och familjen nejlikväxter. Inga underarter finns listade i Catalogue of Life.